# Bayerischer Verfassungsgerichtshof

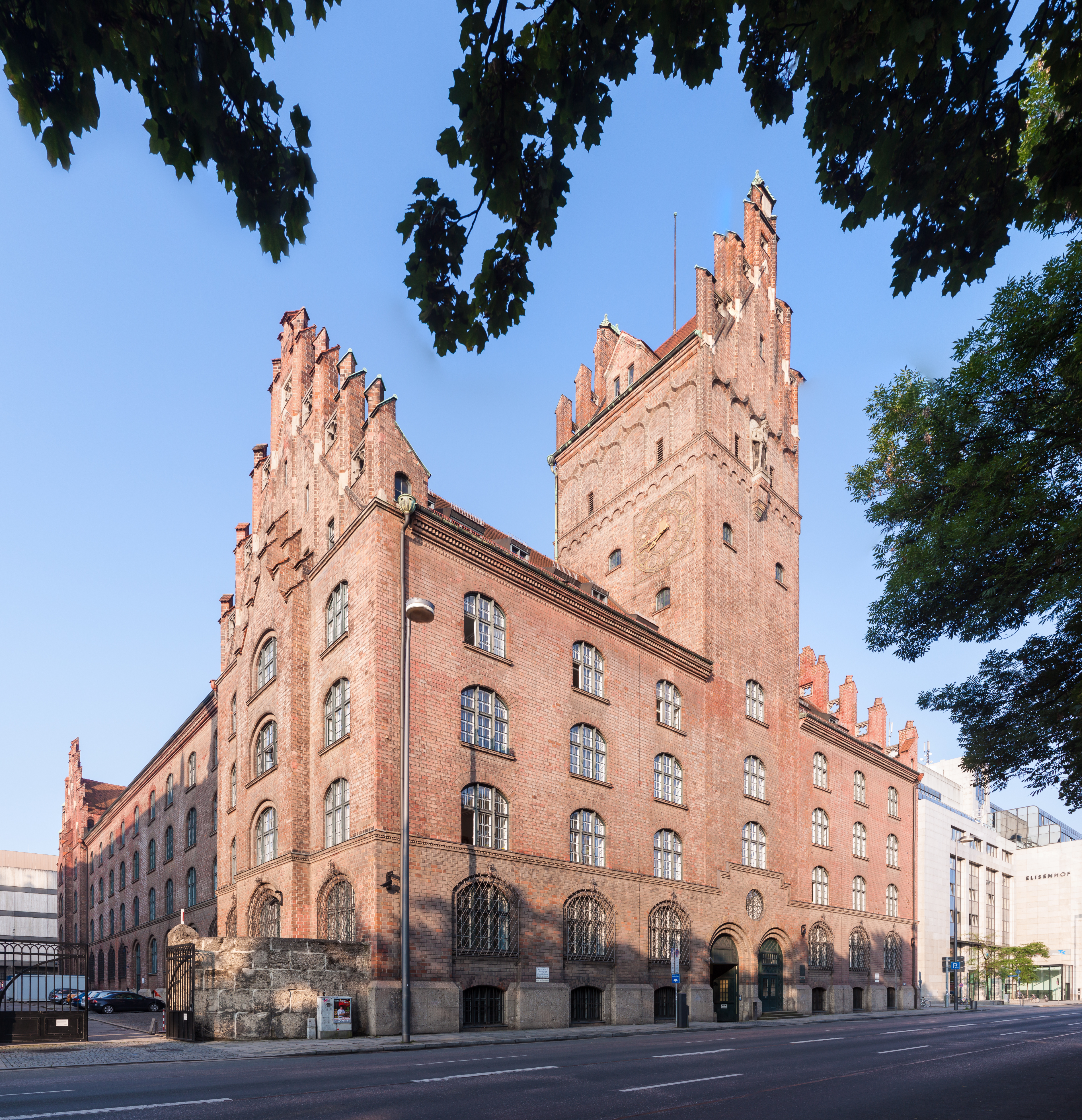
Gerichtsgebäude in der Prielmayerstr. 5 in München

Der Bayerische Verfassungsgerichtshof ist das Landesverfassungsgericht des Freistaats Bayern und stellt eines der drei Verfassungsorgane neben Landtag und Staatsregierung dar.

## Gründung, Geschichte und Gebäude
Der Verfassungsgerichtshof wurde in seiner heute bekannten Form durch die Verfassung des Freistaates Bayern vom 2. Dezember 1946 und formell durch Gesetz vom 22. Juli 1947 (GVBl S. 147) rückwirkend zum 1. Juli 1947 errichtet. Vorläufer war der Bayerische Staatsgerichtshof, der am 30. März 1850 gegründet worden war. Der Bayerische Verfassungsgerichtshof ist heute im Neuen Justizgebäude in der Prielmayerstraße in München untergebracht, in dem sich auch die Zivilsenate des Oberlandesgerichts München befinden.
Von 1992 bis 2001 stand erstmals eine Frau an der Spitze des Gerichts, die Präsidentin des Oberlandesgerichts München Hildegund Holzheid.

## Verfassungsrechtliche Grundlagen

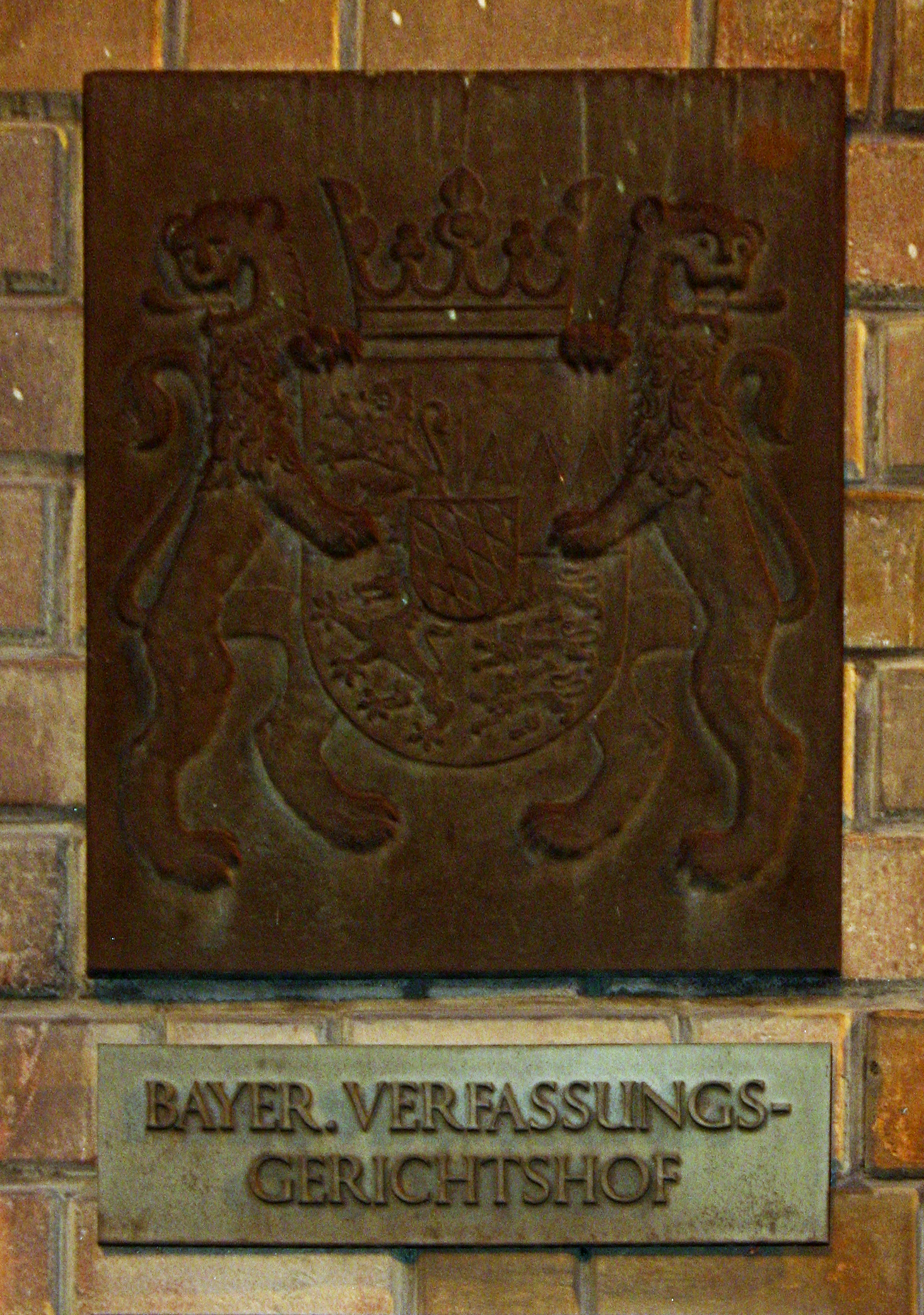
Haustafel

Die Befugnisse und Aufgaben des Bayerischen Verfassungsgerichtshofs sind im 5. Abschnitt des Ersten Hauptteils der Bayerischen Verfassung geregelt.
Der Verfassungsgerichtshof ist das oberste Gericht für staatsrechtliche Fragen und entscheidet über
- Anklagen gegen Mitglieder der Bayerischen Staatsregierung oder des Bayerischen Landtags
- den Ausschluss von Wählergruppen von der Wahl und die Gültigkeit der Wahl
- Normenkontrollklagen und Verfassungsbeschwerden betreffend die Landesverfassung
- Organstreitigkeiten zwischen den obersten Staatsorganen

Darüber hinaus besteht mit der Popularklage für jeden Bürger in Bayern die Möglichkeit, Klage gegen Landesgesetze, Rechtsvorschriften oder Verordnungen vor dem Verfassungsgerichtshof zu erheben, auch ohne selbst betroffen zu sein.

## Präsident, Mitglieder und Richterwahl
Der Bayerische Verfassungsgerichtshof besteht aus dem Präsidenten, 22 berufsrichterlichen Mitgliedern, 15 weiteren Mitgliedern und deren Vertretern. Der Präsident muss aus den Präsidenten der bayerischen Oberlandesgerichte gewählt werden; seit 1959 fiel die Wahl stets auf den Präsidenten oder die Präsidentin des Oberlandesgerichts München. Seit 2021 fungiert daher Hans-Joachim Heßler als Präsident des Bayerischen Verfassungsgerichtshofs. Protokollarisch nimmt der Verfassungsgerichtspräsident den dritthöchsten Rang im Freistaat ein, nach Ministerpräsident und Landtagspräsident.
Sowohl der Präsident als auch die 38 ehrenamtlichen Richter am Verfassungsgerichtshof werden mit einfacher Mehrheit durch den Landtag bestimmt. Daher wurde dem Verfassungsgerichtshof eine gewisse Nähe zur bayerischen Mehrheitspartei CSU nachgesagt. Ein Volksbegehren zur Änderung der Richterwahlregeln scheiterte aber im Jahr 2000.

## Besetzung
Zur Besetzung siehe die Liste der berufsrichterlichen Mitglieder des Bayerischen Verfassungsgerichtshofs und die Liste der nichtberufsrichterlichen Mitglieder des Bayerischen Verfassungsgerichtshofs

## Verfahren
Die prozessuale Rechtsgrundlage für die Verfahren vor dem BayVerfGH sind die Vorschriften des Gesetzes über den Bayerischen Verfassungsgerichtshof (BayVfGHG). Hierbei verweist Art. 9 BayVfGHG bezüglich des Ausschlusses vom Richteramt auf die Vorschrift des § 22 StPO. Praktisch relevant sind vor allem die Verfahren über Verfassungsbeschwerden und die Verfahren über Einstweilige Anordnungen gem. Art. 26 BayVfGHG.

### Verfassungsbeschwerden
Das Verfahren über die Verfassungsbeschwerde vor dem BayVerfGH entspricht im Wesentlichen dem Verfahren vor dem Bundesverfassungsgericht und unterscheidet sich lediglich in folgenden vier Punkten:
- Die Frist zur Einlegung der Verfassungsbeschwerde beträgt zwei Monate
- Der BayVerfGH kann dem Beschwerdeführer gemäß Art. 27 Abs. 1 BayVfGHG einen Kostenvorschuss von maximal 1.500 Euro auferlegen. Das Verfahren vor dem BayVerfGH wird in diesem Fall nur dann fortgeführt, wenn der Beschwerdeführer diesen Kostenvorschuss vorab leistet.[7]
- Die Anhörung des Bayerischen Justizministeriums ist obligatorisch, das Justizministerium kann zum Verfahren Stellung nehmen oder auf eine Stellungnahme verzichten[8] und schließlich
- Die Entscheidungen des BayVerfGH müssen, auch im Fall einer offensichtlichen Unbegründetheit, stets begründet werden. Die Entscheidungen ergehen „Im Namen des Freistaats Bayern“ (Art. 25 I VfGHG).

Das Verfahren des Verfassungsgerichtshofs ist grundsätzlich kostenfrei. Ist jedoch eine Verfassungsbeschwerde oder Popularklage unzulässig oder offensichtlich unbegründet, kann das Gericht dem Beschwerdeführer oder Antragsteller eine Gebühr bis zu 1.500 Euro auferlegen, die auch vorschussweise verlangt werden kann.

### Einstweilige Anordnungen
Einstweilige Anordnungen richten sich nach Art. 26 BayVfGHG. Das Verfahren entspricht dem des § 32 BVerfGG. Ein Beispiel für eine Ablehnung einer Einstweiligen Anordnung in einem Popularklageverfahren bildet die Entscheidung vom 7. März 2019, betreffend das Polizeiaufgabengesetz (Bayern).

### Urteile
Urteile des Bayerischen Verfassungsgerichtshofs ergehen nicht „Im Namen des Volkes“, sondern nach Art. 25 Abs. 1 BayVfGHG „Im Namen des Freistaats Bayern“.